# Prenzlau (stacja kolejowa)
Prenzlau – stacja kolejowa w Prenzlau, w kraju związkowym Brandenburgia, w Niemczech. Znajdują się tu 2 perony.
| Prenzlau                                |  |                            |
| Linia Angermünde – Stralsund (108,3 km) |  |                            |
| Seehausen (Uckermark)odległość: 11,3 km |  | Nechlin odległość: 13,7 km |